# 发展研究高等学院
发展研究高等学院（Institut universitaire d'études du développement, IUED）成立于1977年 。2002年底被瑞士联邦委员会认可为成熟的大学机构。2007年，发展研究高等学院和国际关系高等学院（IUHEI）合并，成立国际关系及发展高等学院（IHEID），该校停止活动。

## 历史
1961年，日内瓦非洲管理人员培训中心创建，旨在为非洲管理人员提供一个接待中心，并为关注发展问题的人们提供一个思考和研究的场所。该中心于次年成为日内瓦非洲研究所，并于1973年更名为发展研究高等学院（Institut universitaire d'études du développement ）。1977年与日内瓦大学签署协议，逐渐向世界各地的学生开放。
2005年，继续与国际研究高等学院开展合作，并提议在《博洛尼亚公约》框架内共同举办研讨会。 2006年，两所院校签署了合并协议，并于2008年1月1日更名为国际关系及发展高等学院。